# 貢汝成
貢汝成（15世紀—16世紀），字玉甫，南直隸寧國府宣城縣人，明朝政治人物。

## 生平
貢汝成自小聰慧，為購買古今圖書拿出金錢不遺餘力，與旌德人梅鶚齊名，是正德八年（1513年）癸酉科應天鄉試舉人，嘉靖初年參與制訂大典禮祭祀儀式，又獻上郊廟賦獲賜金帛，授翰林院待詔，預校錄經史，並上呈復古治策十五事三萬七千餘字，章聖太后去世，他兩次上兩疏請復三年制未得回應，不久去世，著有《三禮纂註》等書，首輔夏言曾稱讚他：「貢玉甫真是海內博雅學者」。

## 引用
1. 1 2  光緒《宣城縣志·卷十八·文苑》：貢汝成，字玉甫，鏞之子，領正德癸酉鄉薦，汝成生而早慧，費產市古今書蒐討不遺餘力，博洽與旌德梅鶚齊稱，而汝成尤探極理蘊，文密而藻贍而法，嘉靖初上敕大典禮，汝成與修祀儀成典，及獻郊廟賦並賜金帛，已授翰林待詔，預校錄經史上復古治策十五事，凡三萬七千餘言，章聖太后喪，兩疏請復三年制，不報，尋卒於官，著有《三禮纂註》等書，貴溪相國夏言嘗擊節稱：「貢玉甫真海內博雅學者云。」